# Référendums de 2020 au Colorado
Onze référendums ont lieu en 2020 au Colorado le 3 novembre 2020. La population est notamment amenée à se prononcer sur les éléments suivants :
- Adoption du National Popular Vote Interstate Compact ;
- Réintroduction du loup gris :
- Redéfinition du droit de vote ;
- Abolition de l'amendement Gallagher ;
- Augmentation de la taxe sur le tabac et la nicotine ;